# Mobra

Afiș promoțional la motocicleta Mobra

Mobra (motoretă Brașov) a fost o marcă românească de motociclete, fabricate începând din anul 1971. Motorul era produs la întreprinderea Metrom din Brașov, apoi asamblarea se făcea la Uzina Mecanică Tohan. Modelele fabricate au fost: 50, 50 Super, Hoinar și mopedul Mini.

## 50 și 50 Super
Mobra 50 a fost lansată pe piață în 1971, iar 50 Super era o variantă a modelului 50, cu același motor dar cu un design ușor modificat. Caracteristicile modelului 50 erau următoarele:
- Motor: monocilindru în doi timpi, cu răcire forțată cu aer
- Capacitate cilindrică: 50 cmc
- Putere: 4 CP
- Consum: 2,5 l/100 km
- Cutia de viteze: 4 trepte, schimbate cu piciorul
- Suspensia: amortizoare hidraulice
- Încuietoare la ghidon
- Transportă 2 persoane
- Prețul: 6.325 Lei

## Hoinar
Mobra Hoinar a fost lansată la jumătatea anului 1986, deși fusese proiectată încă din 1983, și avea următoarele caracteristici:
- Motor: monocilindru în doi timpi, cu răcire liberă cu aer
- Capacitate cilindrică: 49,6 cmc
- Putere: 5 CP la 8200 rpm
- Consum: 2,5–3 l/100 km
- Cutia de viteze: 5 trepte, comandate cu selector la picior
- Viteza maximă: peste 70 km/h
- Autonomia: 450 km (aproximativ)
- Lungimea: 190 cm
- Garda la sol: 16 cm
- Greutatea: 83,5 kg
- Prețul: 11.000 Lei

## Mini
Mobra Mini era un moped lansat în primăvara anului 1977, ce avea următoarele caracteristici:
- Motor: monocilindru în doi timpi, răcit cu aer
- Capacitate cilindrică: 49,6 cmc
- Putere: 2 CP la 5200 rpm
- Consum: 1,8 l/100 km
- Ambreiaj: centrifugal, cu o singură treaptă cuplată permanent
- Instalație electrică: 6 volți
- Frâne: cu saboți interiori
- Viteza maximă: 40 km/h
- Greutatea: 45 kg
- Greutatea maximă admisă: 130 kg
- Prețul: 4.900 Lei